# Валерій Анціат
Валерій Анціат (лат. Valerius Antias) — давньоримський історик — анналіст I століття до н. е. Сучасник істориків Сізенни та Квадригарія.

## Життєпис
Стосовно точних років життя Анціата немає відомостей. Походив з м. Анція. Невідомо і в якій родині він народився. Його твір називався ймовірно «Аннали» або «Історія», що складався з 75 книг й закінчувався 78 роком до н. е. Валерій замало турбувався щодо історичної правди, але намагався зробити свою оповідь цікавою. У нього багато вигадок. Разом з тим у творі Валерія Анціата є й цікавий матеріал. Його 35 разів згадує Тіт Лівій. Всього дотепер відомо 65 фрагментів його творів.